# El capitell de les sirenes
El capitell de les sirenes és un capitell del segle XII del monestir de Sant Pere de Galligants, a la ciutat de Girona. Es troba a la galeria oest del claustre (capitell 39).
El capitell té quatre sirenes, una per cada cara. Estan representades amb una doble cua que sostenen amb les mans. Aquesta cua doble, més enllà dels simbolismes que a vegades se li ha volgut buscar i que possiblement tingui, és una forma d'omplir l'espai del capitell.
La representació d'aquest capitell és la sirena-peix, amb cos de dona i cua de peix. El seu origen es remunta als tritons i les nereides, les divinitats marines amb cos humà i cua de peix. No s'ha de confondre amb la sirena clàssica, amb el cos d'ocell i cap de dona.